# Chính sách thị thực của New Zealand

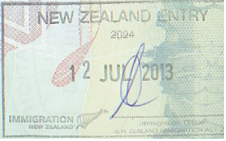
Dấu nhập cảnh New Zealand – nhập cảnh thông thường

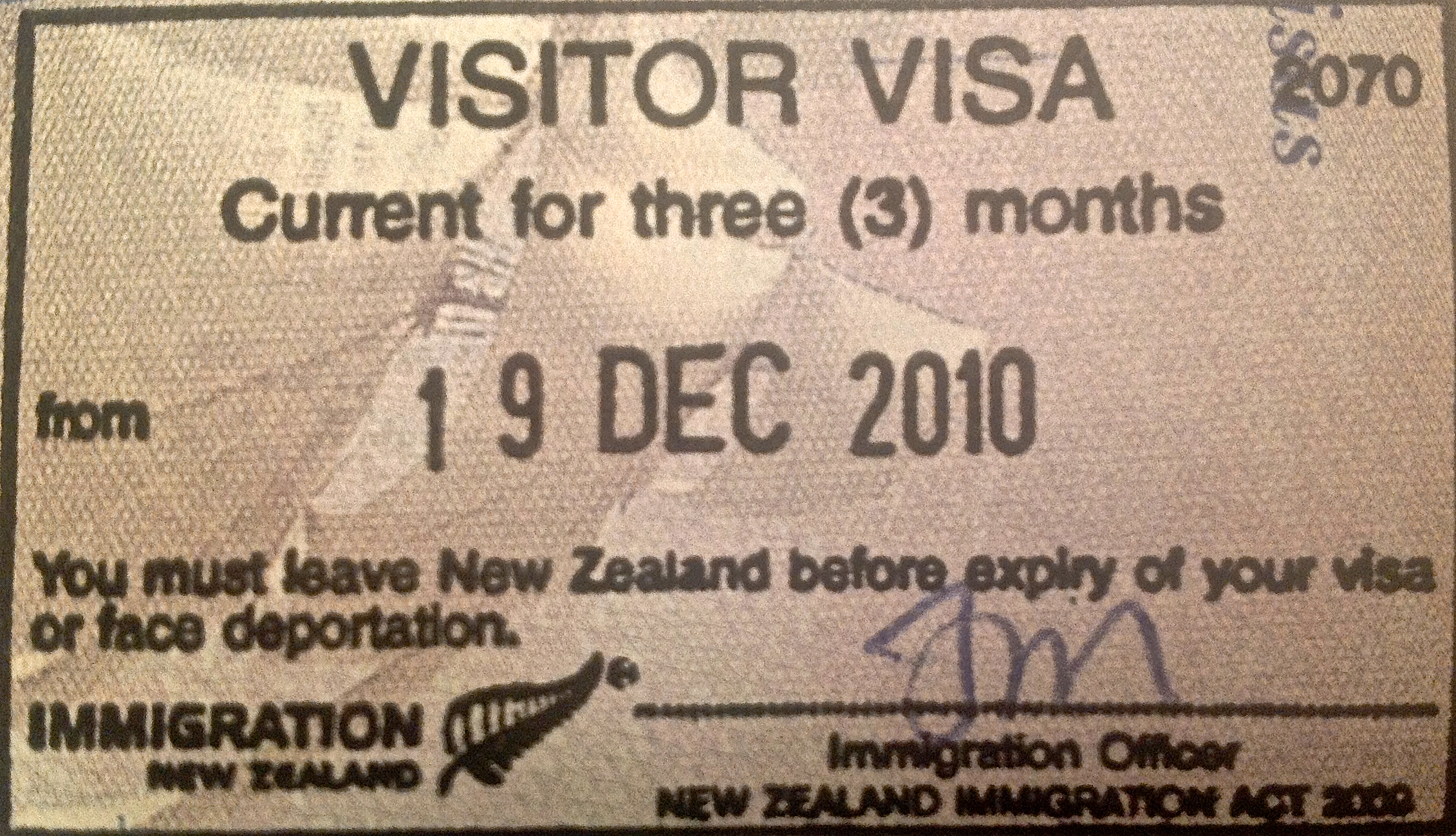
Dấu nhập cảnh New Zealand – thị thực du khách

Dấu nhập cảnh New Zealand – thị thực định cư

Một người nước ngoài muốn đến New Zealand phải xin thị thực trừ khi họ là
- công dân hoặc người định cư lâu dài tại Úc, dưới Sắp xếp Đi lại Trans-Tasman,
- công dân của một trong 61 quốc gia hoặc vùng lãnh thổ được miễn thị thực,
- sở hữu hộ chiếu laissez-passer của Liên Hợp Quốc, hoặc
- được miễn thị thực theo các điều khoản khác (tổ bay, nhân viên tàu, vân vân).

Công dân hoặc người định cư lâu dài tại Úc được coi là có trạng thái định cư tại New Zealand khi nhập cảnh dưới Sắp xếp Đi lại Trans-Tasman.
Tất cả du khách phải có hộ chiếu có hiệu lực 1 tháng. Du khách phải có bằng chứng tài chính đủ để chi trả cho quãng thời gian ở đây. Số tiền cần có là 1.000 đô la New Zealand mỗi người mỗi tháng hoặc 400 đô la New Zealand nếu nơi ở đã được trả trước. DU khách cũng phải có bằng chứng về điểm đến tiếp theo của họ.
New Zealand cấp thị thực điện tử cho công dân của các nước được miễn thị thực và Trung Quốc. Đơn xin thị thực học sinh, làm việc và du lịch có thể được gửi trực tuyến.

## Bản đồ chính sách thị thực

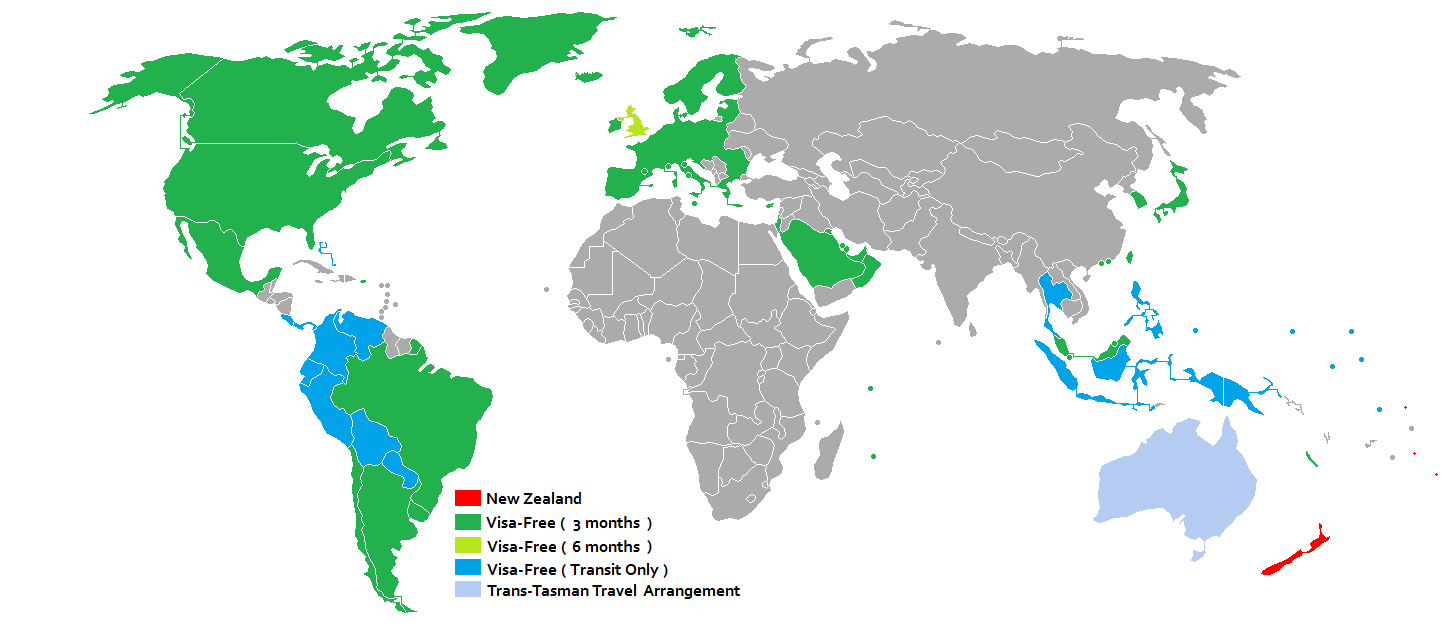
Chính sách thị thực New Zealand
New Zealand
Miễn thị thực (3 tháng)
Vương quốc Anh (6 tháng)
Úc (được coi là có trạng thái định cư khi nhập cảnh)

## Các nước được miễn thị thực
Dưới Luật Nhập cư 2009 và Quy định Nhập cư (Thị thực, Cho phép Nhập cảnh, và các vấn đề liên quan) 2010, người sở hữu hộ chiếu của 60 quốc gia và vùng lãnh thổ sau có thể đến New Zealand mà không cần thị thực lên đến 90 ngày.
| - Tất cả công dân Liên minh Châu Âu 1 2 3 4 \| - Ả Rập Xê Út - Andorra - Argentina - Bahrain - Brasil - Brunei - Canada - Chile - Đài Loan7 - Hàn Quốc - Hoa Kỳ8 \| - Hồng Kông5 - Iceland - Israel - Kuwait - Liechtenstein - Macao6 - Malaysia - Mauritius - Mexico - Monaco - Na Uy \| - Nhật Bản - Oman - Qatar - San Marino - Seychelles - Singapore - Thành Vatican - Thụy Sĩ - UAE - Uruguay \| | | |
| - Ả Rập Xê Út - Andorra - Argentina - Bahrain - Brasil - Brunei - Canada - Chile - Đài Loan7 - Hàn Quốc - Hoa Kỳ8 | - Hồng Kông5 - Iceland - Israel - Kuwait - Liechtenstein - Macao6 - Malaysia - Mauritius - Mexico - Monaco - Na Uy | - Nhật Bản - Oman - Qatar - San Marino - Seychelles - Singapore - Thành Vatican - Thụy Sĩ - UAE - Uruguay |

Người sở hữu hộ chiếu laissez-passer của Liên Hợp Quốc không cần xin thị thực. 

Mục đích của chuyến đi nếu được miễn thị thực không được là đi khám bệnh hoặc điều trị

### Những loại khác
Ngoài gia, chính sách miễn thị thực cũng được áp dụng với những loại sau:
- người được miễn thị thực bởi chỉ thị đặc biệt.
- thành việc của lực lượng thăm viếng (bao gồm thành viên dân thường) như được định nghĩa tại Luật Lực lượng Thăm viêng 2004 liên quan đến Chính phủ New Zealand và nhiệm vụ của người đó.
- trong vòng 28, tổ bay hoặc tàu chở hành khách (bao gồm tàu khách du lịch) hoặc tàu chở hàng hóa hoặc cả hai giữa một cảng nước ngoài và New Zealand.
- trong vòng 28 ngày, nhân viên hoặc bất cứ tàu nước ngoài nào được cấp phép bởi Bộ Vận tải để mang hàng hóa biển.
- trong vòng 7 ngày, bắt đầu từ ngày máy bay hạ cánh đến New Zealand, nhân viên máy bay trên bất cứ chuyến bay thương mại nào giữa nước ngoài và New Zealand.
- thành viên của, hoặc bất cứ người nào liên quan tới, bất cứ chương trình hoặc hành trình hoặc học nào dưới sự bảo hộ của bên kết ước với Hiệp ước châu Nam Cực dưới Luật Châu Nam Cực 1960.
- bất cứ loại nào khác được chỉ ra tại Quy định Nhập cư (Thị thực, Cho phép Nhập cảnh, và các vấn đề liên quan) 2010.

## Từ chối nhập cảnh
Nhập cảnh và quá cảnh bị từ chối với công dân của  Somalia, kể cả nếu không ra khỏi máy bay và tiếp tục chuyến đi bằng chính máy bay đó.

## Thẻ đi lại doanh nhân APEC
Người sở hữu hộ chiếu được cấp bởi các quốc gia sau mà có Thẻ đi lại doanh nhân APEC (ABTC) có mã "NZL" tại mặt sau có thể đến New Zealand công tác lên đến 90 ngày.
ABTC được cấp cho công dân của:
| - Brunei - Chile - Đài Loan - Hàn Quốc - Hồng Kông - Indonesia - Malaysia - Mexico - Nga | - Nhật Bản - Papua New Guinea - Peru - Philippines - Singapore - Thái Lan - Trung Quốc - Úc - Việt Nam |  |

## Quần đảo Cook

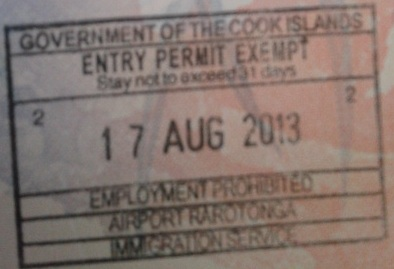
Dấu nhập cảnh Quần đảo Cook được cấp tại Sân bay quốc tế Rarotonga

Tất cả du khách nào tới Quần đảo Cook, bất kể mang quốc tịch nào, đều được miễn thị thực 31 ngày. Du khách đến với mục đích du lịch có thể gia hạn thêm từng chu kỳ 31 ngày, tối đa là 6 tháng.

## Niue

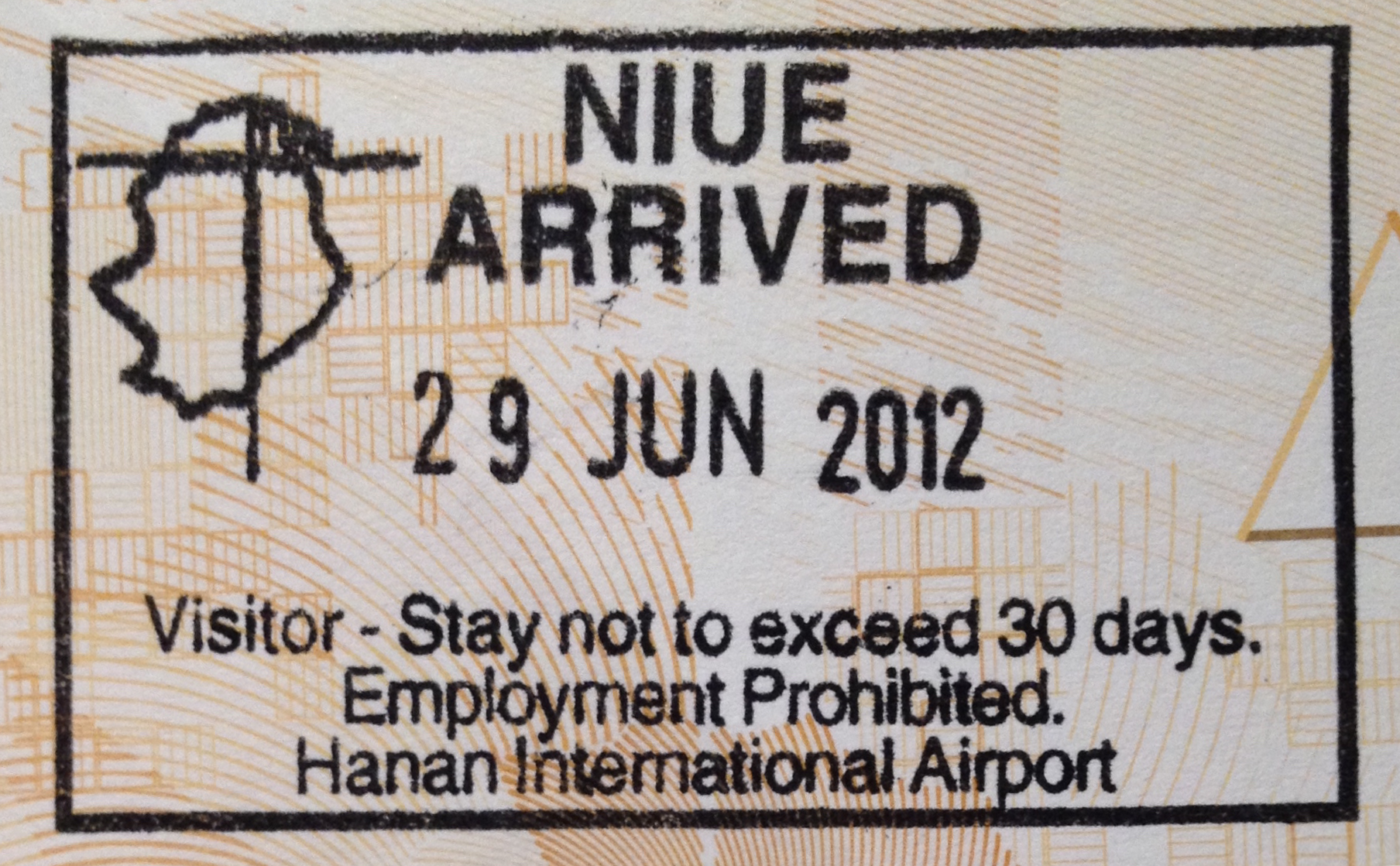
Dấu nhập cảnh Niue được cấp tại Sân bay quốc tế Hanan

Tất cả du khách tới Niue, bất kể mang quốc tịch nào, đều được miễn thị thực 30 ngày. Có thể gia hạn.

## Tokelau
Tất cả hành khách đều phải có giấy phép để tới Tokelau từ Cơ quan Tokelau Apia Liaison tại Apia, ít nhất 2 tuần trước ngày du hành. Du khách chỉ có thể tới Tokelau bằng thuyền từSamoa và cần có giấy phép để rời và quay lại Samoa từ Ủy ban Nhập cư Samoa.

## Thống kê
New Zealand cấp 262.033 thị thực du khách thông thường năm tài chính 2014/15. Các quốc gia đứng đầu là:
| Quốc tịch   | Số lượng thị thực thông thường được cấp |
| ----------- | --------------------------------------- |
| Trung Quốc  | 128.849                                 |
| Ấn Độ       | 40.142                                  |
| Fiji        | 14.511                                  |
| Philippines | 10.002                                  |
| Tonga       | 9.128                                   |
| Thái Lan    | 8.425                                   |
| Samoa       | 7.421                                   |
| Nga         | 3.994                                   |

Hầu hết du khách đều đến từ các quốc gia sau:
| Quốc gia             | 2016      | 2015      | 2014      |
| -------------------- | --------- | --------- | --------- |
| Úc                   | 1.409.200 | 1.326.800 | 1.247.760 |
| Trung Quốc           | 409.008   | 355.904   | 264.864   |
| Hoa Kỳ               | 291.392   | 243.104   | 220.512   |
| Vương quốc Anh       | 220.976   | 203.952   | 194.416   |
| Nhật Bản             | 100.736   | 87.328    | 81.136    |
| Đức                  | 96.848    | 84.544    | 78.912    |
| Hàn Quốc             | 82.384    | 64.992    | 55.488    |
| Canada               | 59.760    | 52.352    | 48.800    |
| Singapore            | 57.344    | 49.584    | 48.800    |
| Ấn Độ                | 52.016    | 46.000    | 37.392    |
| Malaysia             | 51.792    | 34.240    | 31.536    |
| Hồng Kông            | 44.768    | 36.288    | 31.456    |
| Pháp                 | 39.728    | 33.376    | 30.608    |
| Đài Loan             | 37.056    | 31.200    | 24.576    |
| Fiji                 | 28.256    | 26.352    | 23.824    |
| Thái Lan             | 27.104    | 21.696    | 21.696    |
| Hà Lan               | 26.000    | 22.256    | 21.600    |
| Samoa                | 23.168    | 21.184    | 18.784    |
| Thụy Sĩ              | 21.840    | 19.136    | 18.016    |
| Tonga                | 20.480    | 17.600    | 15.312    |
| Philippines          | 20.384    | 14.016    | 11.888    |
| Nam Phi              | 20.240    | 17.008    | 15.856    |
| Indonesia            | 19.632    | 16.176    | 15.296    |
| Polynesia thuộc Pháp | 19.488    | 16.912    | 16.320    |
| New Caledonia        | 18.656    | 17.728    | 17.200    |
| Argentina            | 15.344    | 5.392     | 4.416     |
| Thụy Điển            | 14.896    | 13.920    | 12.960    |
| Brazil               | 13.248    | 13.152    | 12.240    |
| Tây Ban Nha          | 12.320    | 10.144    | 9.136     |
| Đan Mạch             | 11.840    | 10.288    | 9.536     |
| Tổng                 | 3.499.939 | 3.131.927 | 2.857.400 |

## Lịch sử

Chính sách thị thực New Zealand từ 1978 đến nay
New Zealand
Miễn thị thực